# Strijkkwartet nr. 12 (Beethoven)
Het strijkkwartet nr. 12 in Es groot, opus 127 is een vierdelige compositie voor strijkkwartet van Ludwig van Beethoven, die in februari 1825 voltooid werd. Dit is het eerste van de zogenoemde late kwartetten.

## Ontstaan
Beethoven begon met het componeren van het kwartet in mei 1824, 14 jaar na het vorige strijkkwartet, het strijkkwartet nr. 11 in F mineur (opus 95).
In de voorafgaande twaalf jaar had Beethoven zich teruggetrokken uit het openbare leven en stopte met het geven van concerten. Veel van zijn beschermheren en vrienden waren in die tijd gestorven, en bovendien brandde het paleis van Beethovens adellijke beschermheer Andreas Razoemovski in 1814 af, wat betekende dat Beethoven een belangrijke locatie voor optredens verloor, vooral omdat het beroemde Schuppanzigh Kwartet, waar Beethoven nauw bij betrokken was, daar hun concerten had gegeven. Beethoven beschreef zijn toestand als volgt aan zijn vriend Amenda: "... ik kan zeggen dat ik bijna alleen woon in deze grootste stad van Duitsland". In de jaren 1816 en 1817 was de smaak van het publiek verschoven naar de Italiaanse operacomponist Gioachino Rossini. Beethoven componeerde helemaal niet meer en gedurende deze tijd schreef hij aan de redacteur van de Allgemeine Musicale Zeitung, Johann Friedrich Rochlitz: "Al een tijdje gaat het me niet langer makkelijk af om te schrijven. Ik zit en denk en denk; ik heb het al heel lang; maar het wil maar niet op papier komen. Ik vrees het begin van zulke grote werken. Als ik eenmaal begonnen ben, gaat het goed." Beethovens secretaris Anton Schindler dacht dat het in muziek geïnteresseerde publiek ervan uit ging dat Beethoven 'uitgeschreven' was. Ondanks de pianosonate nr. 29 in B majeur opus 106 (de Hammerklaviersonate), gepubliceerd in 1821, schreef de Allgemeine Musical Zeitung: "Hij lijkt volkomen afgemat voor grotere werken." Naast opus 106 werkte Beethoven op dat moment aan de pianosonate nr. 30 opus 109 in E majeur, de Missa Solemnis en de Diabelli variaties.
Een andere belangrijke rol werd gespeeld door de doofheid van Beethoven, veroorzaakt door otosclerose, die begon rond Beethovens 30e jaar (rond het jaar 1800) en gestaag verergerde. Omdat de door Beethoven gebruikte oortrompetten van slechte kwaliteit waren, moesten zijn medemensen uiteindelijk schreeuwen om met hem te communiceren, totdat in 1818 het gebruik van conversatieboekjes onvermijdelijk werd, waarin Beethovens gesprekspartners hun boodschappen aan de componist opschreven.
Bovendien hield de componist zich bezig met de voogdijprocedure rond zijn neef Karl. Karl was de zoon van Beethovens broer Kaspar Karl, die in 1815 stierf. Na zijn dood vocht Beethoven om de voogdij, omdat Karls moeder Johanna van Beethoven volgens de componist een immoreel leven leidde en door hem werd vergeleken met de "Koningin van de Nacht" uit Mozarts opera Die Zauberflöte. Rond 1820 droeg Beethovens overwinning in de voogdijzaak bij tot een verbetering van zijn persoonlijke situatie. Hij had ook een nieuwe vriendenkring opgebouwd die, in tegenstelling tot voorheen, niet langer van adellijke maar van burgerlijke afkomst was.
In 1822 begonnen de eerste concrete gedachten over een nieuw kwartet te ontstaan, nadat Beethoven een paar jaar eerder al de wens had geuit om weer in dit genre te componeren. Beethovens vriend Ignaz Schuppanzigh, die het Schuppanzigh Kwartet leidde en door de componist de bijnaam 'Milord Falstaf' kreeg, bood Beethoven na zijn terugkeer uit Rusland zijn hulp aan om samen een kwartet te componeren. Beethoven sloeg dit aanbod echter af.
In mei 1822 werd Beethoven door de Leipzigse uitgever Carl Friedrich Peters gevraagd enkele kwartetten te componeren. Maar de deal ging niet door toen Beethoven het kwartet, dat later zijn opus 127 zou worden, omschreef als “nog niet helemaal klaar”, ook al was hij nog niet verder gegaan dan de planning, en hij er te hoge honoraria voor vroeg. Volgens uitgever Peters zouden er sowieso composities van Louis Spohr, Andreas Romberg en Pierre Rode verschijnen, "allemaal prachtige, uitmuntende werken", en daarom had hij geen kwartetten meer nodig.
Op 9 november 1822 kreeg Beethoven van de Russische prins Nikolaj Golitsyn, een enthousiaste cellist, de opdracht om één tot drie nieuwe kwartetten te componeren. Golitsyn was hier mogelijk toe aangemoedigd door Schuppanzigh; Golitsyn en Schuppanzigh ontmoetten elkaar tijdens zijn reis naar Rusland.
De drie kwartetten die Beethoven in opdracht van Golitsyn heeft gemaakt en aan hem opdroeg, zijn naast kwartet nr. 12, opus 127 (voltooid in januari 1825) strijkkwartet nr. 15 in a mineur (opus 132) (voltooid in juli 1825) en strijkkwartet nr. 13 in B majeur (opus 130) (voltooid in januari 1826).
Beethoven aanvaardde de opdracht op 25 januari 1823, maar kon pas in mei 1824 aan de slag, na het voltooien van de negende symfonie. In maart 1825 werd het eerste van de bestelde kwartetten, opus 127, voltooid.

## Delen
I. Maestoso - Allegro
Na maestoso-akkoorden een vloeiende melodie die teder (teneramente, sempre piano e dolce) moet worden voorgedragen. Pastoraal luchtig karakter, wat ook niet verstoord wordt door het energieke tweede thema in de cello.
II. Adagio, ma non troppo e molto cantabile
Zangerig thema in kleine stapjes (secundes) heen en weer glijdend. Wordt vervolgens vijf maal gevarieerd.
III. Scherzando vivace
Gepunteerd energiek motief dat steeds weer opduikt en het presto aanjaagt. De melodie van het presto is verwant met die van het adagio.
IV. Allegro
Landelijk klinkend hoofdthema na een energieke opening. Marsachtig neventhema (Allegro vivace) en een wiegelend Allegro commodo. Idyllische sfeer die aan het eind over gaat van 4/4 naar 6/4 maat (Allegro con moto).
Deze indeling is buitengewoon conventioneel, maar uit schetsen van het kwartet blijkt dat Beethoven het werk op enig moment wilde structureren in zes delen: een deel, gemaakt 'La gaieté', zou het tweede deel vormen en er zou een mysterieus adagio in E voorafgaan aan de finale.

## Receptie
Het werk werd bij de première nogal slecht onthaald. De uitvoering door het Schuppanzigh Kwartet schijnt ten gevolge van ontoereikende repetities ondermaats te zijn geweest. Bij de herhaling van het concert op 23 maart 1825 waren de reacties positief. In de tweede helft van de negentiende eeuw werden Beethovens late kwartetten door onder meer Tsjaikovski afgewezen. Tegenwoordig worden ze echter bijzonder hoog gewaardeerd.
Vroege periode: No. 1 in F (opus 18.1) · No. 2 in G (opus 18.2) · No. 3 in D (opus 18.3) · No. 4 in c (opus 18.4) · No. 5 in A (opus 18.5) · No. 6 in Bes (opus 18.6)

Middenperiode: No. 7 in F (opus 59.1) · No. 8 in e (opus 59.2) · No. 9 in C (opus 59.3) · No. 10 (Harp) in Es (opus 74) · No. 11 (Serioso) in f (opus 95)

Late periode: No. 12 in Es (opus 127) · No. 13 in Bes (opus 130) · No. 14 in cis (opus 131) · No. 15 in a (opus 132) · Große Fuge (opus 133) · No. 16 in F (opus 135)